# Hebius taronensis
Hebius taronensis (качинський вуж) — вид змій родини полозових (Colubridae). Ендемік М'янми.

## Поширення і екологія
Качинські вужі відомі з двох місцевостей, розташованих на півночі штату Качин на півночі М'янми, біля кордону з китайською провінцією Юньнань. Вони живуть у високогірних лісах, на берегах струмків, на висоті до 995 м над рівнем моря.

## Збереження
МСОП класифікує стан збереження цього виду як близький до загрозливого. Hebius taronensis загрожує знищення природного середовища.